# Markus Gellhaus
Markus Gellhaus (* 9. Juni 1970 in Detmold) ist ein deutscher Fußballtrainer, welcher zuletzt beim FC Schalke 04 als Co-Trainer unter Vertrag stand.

## Karriere
Gellhaus, der in Steinheim aufwuchs, spielte als Fußballer beim SV Steinheim, TuS Paderborn Neuhaus, TBV Lemgo und BV Bad Lippspringe.
Danach übte er beim SC Paderborn 07 das Amt des Jugend-Koordinators aus und betreute zwischenzeitlich auch die Regionalligamannschaft als Cheftrainer. Außerdem war er von 2004 bis 2006 Co-Trainer unter Pavel Dotchev und Jos Luhukay beim Regional- bzw. Zweitligisten SC Paderborn 07. Nachdem Luhukay überraschend seinen Rücktritt bekanntgegeben hatte, übernahm Gellhaus für drei Spiele den Posten als Interimscoach und holte dabei vier Punkte. Ein Angebot des Paderborner Präsidenten Wilfried Finke, das Amt des Cheftrainers dauerhaft zu übernehmen, lehnte er jedoch ab.
Am 5. September 2006 wurde schließlich Roland Seitz als neuer Trainer vorgestellt, woraufhin Gellhaus nach insgesamt sieben Jahren seinen Abschied aus Paderborn verkündete. Seit Februar 2007 war er wieder Co-Trainer von Luhukay bei Borussia Mönchengladbach. Als am 5. Oktober 2008 Cheftrainer Jos Luhukay bei Borussia Mönchengladbach wegen Differenzen mit der Vereinsführung entlassen wurde, verließ auch Gellhaus am 8. Oktober 2008 den Verein.
Seit dem 14. April 2009 war Gellhaus beim FC Augsburg wieder als Co-Trainer von Jos Luhukay tätig. Am Ende der Saison 2011/2012 verließ Jos Luhukay den FC Augsburg und unterschrieb einen Trainervertrag beim Bundesligaabsteiger Hertha BSC. Gellhaus’ Vertrag beim FC Augsburg wurde nicht verlängert, und er wechselte ebenfalls nach Berlin. Dort wurde er am 5. Februar 2015 gemeinsam mit Luhukay entlassen.
Zur Saison 2015/16 kehrte er als Nachfolger des zum FC Schalke 04 abgewanderten André Breitenreiter erstmals in seiner Laufbahn als fester Cheftrainer zum Bundesligaabsteiger SC Paderborn 07 zurück. Anfang Oktober wurde er von seiner Tätigkeit freigestellt.
Während der Saison 2016/2017 war er als Co-Trainer von Cheftrainer Daniel Stendel beim Bundesliga-Absteiger Hannover 96 tätig. Beide wurden aufgrund von unbefriedigenden sportlichen Ergebnissen in der Rückrunde am 20. März 2017 von allen Aufgaben entbunden und freigestellt.
Seit der Saison 2017/18 war er als Co-Trainer beim Zweitligisten FC St. Pauli tätig. Dort assistierte er zunächst Olaf Janßen, nach dessen Entlassung im Dezember 2017 seinem Nachfolger Markus Kauczinski und zuletzt bis einschließlich Juni 2020 erneut Jos Luhukay. Nach der Entlassung von Jos Luhukay wurde auch er von seinem Posten als Co-Trainer entbunden und nahm zur Saison 2020/21 ein Angebot des VfL Bochum an, bei dem er als Co-Trainer Thomas Reis assistierte. Im September 2022 wurde er gemeinsam mit Reis vom VfL Bochum freigestellt.
Vom 27. Oktober 2022 bis 27. September 2023 assistierte Gellhaus beim FC Schalke 04 erneut an der Seite von Thomas Reis.
Seit dem 1. Juli 2024 steht Gellhaus als Co-Trainer beim türkischen Erstligisten Samsunspor unter Vertrag.